# Leon Jeśmanowicz
Leon Jeśmanowicz (ur. 27 kwietnia 1914 w Drui, zm. 29 grudnia 1989 w Toruniu) – polski matematyk specjalizujący się w teorii szeregów i metodologii nauczania matematyki, pedagog, działacz społeczny, humanista, profesor Uniwersytetu Mikołaja Kopernika w Toruniu.

## Życiorys

### Lata najmłodsze
Urodził się 27 kwietnia 1914 roku w Drui w województwie wileńskim. Jego rodzicami byli Anatol i Irena z domu Doroszek. Anatol Jeśmanowicz z zawodu był urzędnikiem pocztowym. W 1920 roku rodzina Jeśmanowiczów przeprowadziła się do Wilna, krótko po zmianie miejsca zamieszkania zmarł Anatol Jeśmanowicz. Po jego śmierci matka z trojgiem dzieci przeprowadziła się do Łodzi, następnie do Grodna.
W 1932 roku Leon Jeśmanowicz ukończył Gimnazjum Humanistyczne w Grodnie. W latach 1933–1937 studiował matematykę na Uniwersytecie Stefana Batorego w Wilnie. Międzyczasie przez dwa lata uczył się rysunku na Wydziale Sztuk Pięknych.

### Działalność naukowa
Po ukończeniu studiów został stypendystą Funduszu Kultury Narodowej oraz podjął pracę jako młodszy asystent na Uniwersytecie Stefana Batorego. Jego kierownikiem był matematyk Antoni Zygmund. W 1939 roku Jeśmanowicz przygotował rozprawę doktorską. Obronę przerwał wybuch II wojny światowej.
W latach 1940–1941 uczył matematyki w polskiej szkole w Wilnie oraz rysował karykatury w celach zarobkowych. W latach 1941–1944 w Wilnie prowadził komplety tajnego nauczania. Jednym z jego uczniów był matematyk Lech Dubikajtis. Ponadto w czasie wojny Jeśmanowicz pracował fizycznie. W marcu 1945 roku wraz z rodziną jako repatriant osiadł w Lublinie.
W lipcu 1945 roku na Uniwersytecie Marii Curie-Skłodowskiej (UMCS) w Lublinie obronił rozprawę doktorską pt. O jednoznaczności szeregów Schömilcha. Promotorem pracy był prof. Juliusz Rudnicki. 1 października 1945 roku Jeśmanowicz otrzymał stanowisko starszego asystenta na UMCS. 1946 roku osiadł w Toruniu po otrzymaniu stanowiska adiunkta w nowo powstałej Katedrze Matematyki Uniwersytetu Mikołaja Kopernika (UMK) w Toruniu. W 1949 roku został zastępcą profesora, w 1954 roku – docentem. Tytuł profesora nadzwyczajnego otrzymał w 1964 roku.
Interesował się głównie teorią sumowalności. Przez wiele lat prowadził seminaria magisterskie poświęcone teorii szeregów. Seminaria ukończyło ok. 220 magistrantów. Za sprawą badań Edwarda Sąsiada, po 1969 roku zainteresował się teorią ergodyczną. W pracach z dydaktyki matematyki skupiał się głównie na nauczaniu geometrii. Opracował skrypty z algebry i geometrii różniczkowej oraz zbiory zadań z algebry (wraz z Jerzym Łosiem) i analizy matematycznej.
W latach 1951–1953 i 1965–1969 pełnił funkcję prodziekana Wydziału Matematyki, Fizyki i Chemii, w latach 1953–1955 i 1981–1984 dziekana tego Wydziału. W latach 1965–1969 kierował Katedrą Matematyki, w latach 1969–1984 Zakładem Analizy Matematycznej. W 1965 roku w Katedrze Matematyki zorganizował sekcję metod numerycznych i ośrodek obliczeniowy. Jej celem było wykształcenie przyszłych matematyków specjalizujących się w zakresie elektronicznej techniki obliczeniowej. W 1956 roku stworzył pierwsze koło matematyczne na UMK. Należał do Zespołu Dydaktyczno-Wychowawczego przy Ministerstwie Nauki, Szkolnictwa Wyższego i Techniki. Wykazywał duże zainteresowanie życiem codziennym studentów. Od swoich podwładnych wymagał odpowiedniego przygotowania zajęć dydaktycznych, a także zainteresowania się problemami studentów. Podczas stanu wojennego pomagał represjonowanym studentom.
W 1984 roku otrzymał Nagrodę im. Hugona Steinhausa.

### Popularyzator matematyki
Należał do Międzynarodowej Komisji do Badania i Doskonalenia Nauczania Matematyki. Był rzeczoznawcą przy Instytucie Kształcenia Nauczycieli i Badań Oświatowych. Wspierał ideę olimpiad matematycznych. Olimpiady wykorzystywał do nawiązywania kontaktów z młodymi utalentowanymi matematykami. W latach 1954–1989 był przewodniczącym Komitetu Okręgowego Olimpiady Matematycznej w Toruniu. W 1972 roku współorganizował Międzynarodową Olimpiadę Matematyczną w Toruniu. Wzorując się na Uniwersytecie Łomonosowa w Moskwie (gdzie uczestniczył w zajęciach w drugiej poł. lat 60.) w 1967 roku utworzył w IV Liceum Ogólnokształcącym w Toruniu pierwszą uniwersytecką klasę matematyczną w Polsce. Był inicjatorem powołania Uniwersyteckiego Liceum Ogólnokształcącego w Toruniu (szkoła rozpoczęła działalność 1 września 1998 roku, dziewięć lat po śmierci Jeśmanowicza). W roku szkolnym 1987/1988 zorganizował konkurs pod nazwą „Liga Zadaniowa”, kierowany dla uczniów klas VI i VII szkół podstawowych województwa toruńskiego. „Ligę Zadaniową” zorganizowano pod patronatem Toruńskiego Oddziału Polskiego Towarzystwa Matematycznego i UMK.
Był członkiem Komitetów Redakcyjnych „Matematyki”, „Wiadomości Matematycznych” i „Delty”.

### Pozostała działalność
W latach 1949–1952 był przewodniczącym Związku Nauczycielstwa Polskiego przy UMK, w latach 1957–1974 radnym Miejskiej Rady Narodowej w Toruniu. W latach 1957–1959 był prezesem Toruńskiego Oddziału Polskiego Towarzystwa Matematycznego (PTM) oraz członkiem Zarządu Głównego PTM, w latach 1962–1976 prezesem Wojewódzkiego Zarządu Towarzystwa Wiedzy Powszechnej.
Jeśmanowicz uchodził za człowieka o wielu zainteresowaniach. Napisał program komputerowy dotyczący dziejów dynastii Piastów. Narysował liczne karykatury, w większości przedstawiające pracowników UMK i UMCS. Część karykatur opublikowano w książkach (Karykatury matematyków toruńskich z 1988 roku i Caricatures of Polish Mathematicians z 1994 roku). Jego rysunki zaprezentowano w Muzeum Karykatury w Warszawie w grudniu 1994 roku. Pisał wiersze i sztuki teatralne. W lokalnej prasie ukazywały się jego recenzje teatralne. Ponadto interesował się historią, filozofią, religią. W wolnym czasie uczestniczył w spływach kajakowych oraz grał w brydża.
Mieszkał w wilii przy ul. Grudziądzkiej 37. Zmarł 29 grudnia 1989 roku w Toruniu. Został pochowany na cmentarzu komunalnym nr 2 przy ul. Grudziądzkiej w Toruniu.

## Upamiętnienia
W 1990 roku imieniem Leona Jeśmanowicza nadano jedną z ulic w Toruniu. W 2009 roku ukazała się książka pt. Leon Jeśmanowicz (1914-1989) we wspomnieniach współpracowników i przyjaciół, pod redakcją Heleny Maniakowskiej.

## Wybrane odznaczenia
- Krzyż Kawalerski Orderu Odrodzenia Polski[13]
- Medal Komisji Edukacji Narodowej[13]
- Medal 10-lecia Polski Ludowej[13]
- Medal 40-lecia Polski Ludowej[13]